# Baeotis cearaica
Baeotis cearaica är en fjärilsart som beskrevs av Adalbert Seitz 1917. Baeotis cearaica ingår i släktet Baeotis och familjen Riodinidae. Inga underarter finns listade i Catalogue of Life.